# Lampropterus cyanipennis
Lampropterus cyanipennis là một loài bọ cánh cứng trong họ Cerambycidae.